# Persone di nome Julien
| Questa pagina contiene informazioni ricavate automaticamente dalle voci biografiche con l'ausilio del template Bio e di un bot. L'aggiornamento è periodico e automatico e ricostruisce completamente la pagina. Se manca una persona in questa lista, sei pregato di non aggiungerla, ma accertati piuttosto che la sua voce biografica contenga il template Bio e che i dati anagrafici siano correttamente compilati. Se il template Bio manca, inseriscilo tu stesso o, in alternativa, metti l'avviso {{tmp\|Bio}} che ne segnala la mancanza. Se i dati riportati sono sbagliati, correggi direttamente la voce biografica; le modifiche saranno visibili in questa lista entro pochi giorni. Per chiarimenti vedi il progetto antroponimi. La lista contiene solo le 175 persone che sono citate nell'enciclopedia e per le quali è stato implementato correttamente il template Bio. Pagina aggiornata al 6 ago 2025. |

Questa è una lista di persone presenti nell'enciclopedia che hanno il nome Julien, suddivise per attività principale.

## Allenatori di calcio(4)
- Julien Faubert, allenatore di calcio e ex calciatore francese (Le Havre, n. 1983)
- Julien François, allenatore di calcio e ex calciatore francese (Metz, n. 1979)
- Julien Sablé, allenatore di calcio, dirigente sportivo e ex calciatore francese (Marsiglia, n. 1980)
- Julien Stéphan, allenatore di calcio e ex calciatore francese (Rennes, n. 1980)

## Allenatori di pallacanestro(2)
- Julien Espinosa, allenatore di pallacanestro francese (Nizza, n. 1984)
- Julien Mahé, allenatore di pallacanestro francese (Carhaix-Plouguer, n. 1983)

## Ammiragli(1)
- Julien Marie Cosmao-Kerjulien, ammiraglio francese (Châteaulin, n. 1761 - Brest, † 1825)

## Architetti(2)
- Julien Guadet, architetto francese (Parigi, n. 1834 - Lugano, † 1908)
- Julien Médécin, architetto monegasco (n. 1894 - † 1986)

## Arcieri(1)
- Julien Brulé, arciere francese (Avilly-Saint-Léonard, n. 1875 - Précy-sur-Oise, † 1928)

## Attori(9)
- Julien Arruti, attore e sceneggiatore francese (Rueil-Malmaison, n. 1978)
- Julien Boisselier, attore francese (Nantes, n. 1970)
- Julien Carette, attore francese (Parigi, n. 1897 - Saint-Germain-en-Laye, † 1966)
- Julien Drion, attore francese
- Julien Dutel, attore, regista e doppiatore francese (Isère, n. 1979)
- Julien Guiomar, attore francese (Morlaix, n. 1928 - Agen, † 2010)
- Julien Bertheau, attore francese (Algeri, n. 1910 - Nizza, † 1995)
- Julien Rassam, attore francese (Neuilly-sur-Seine, n. 1968 - Parigi, † 2002)
- Julien Lucas, attore e doppiatore francese (Les Lilas, n. 1976)

## Avvocati(1)
- Julien Cornell, avvocato e pacifista statunitense (Brooklyn, n. 1910 - Goshen, † 1994)

## Biatleti(1)
- Julien Robert, biatleta francese (Grenoble, n. 1974)

## Botanici(2)
- Julien Noël Costantin, botanico e micologo francese (Parigi, n. 1857 - † 1936)
- Julien Foucaud, botanico francese (Cabariot, n. 1847 - Rochefort, † 1904)

## Calciatori(39)
- Julien Anziani, calciatore francese (Ajaccio, n. 1999)
- Julien Baudet, ex calciatore e allenatore di calcio francese (Grenoble, n. 1979)
- Julien Brellier, ex calciatore francese (Échirolles, n. 1982)
- Julien Bègue, calciatore francese (Saint-Pierre, n. 1993)
- Julien Cardy, ex calciatore francese (Pau, n. 1981)
- Julien Cnudde, calciatore belga (Saint-Gilles, n. 1897)
- Julien Cools, ex calciatore belga (Retie, n. 1947)
- Julien Cétout, ex calciatore francese (Chartres, n. 1988)
- Julien Dacosta, calciatore francese (Marsiglia, n. 1996)
- Julien Darui, calciatore e allenatore di calcio francese (Oberkorn, n. 1916 - Digione, † 1987)
- Julien Denis, calciatore francese (Blennes, n. 1881 - † 1915)
- Julien Duranville, calciatore belga (Uccle, n. 2006)
- Julien Escudé, ex calciatore francese (Chartres, n. 1979)
- Julien Fabri, calciatore francese (Marsiglia, n. 1994)
- Julien Faussurier, calciatore francese (Lione, n. 1987)
- Julien Féret, ex calciatore francese (Saint-Brieuc, n. 1982)
- Julien Fernandes, ex calciatore portoghese (Montluçon, n. 1985)
- Julien Ictoi, calciatore francese (Poissy, n. 1978)
- Julien Ielsch, ex calciatore francese (Belfort, n. 1983)
- Julien Klein, calciatore francese (n. 1988)
- Julien Laporte, calciatore francese (Clermont-Ferrand, n. 1993)
- Julien Le Cardinal, calciatore francese (Saint-Brieuc, n. 1997)
- Julien Lopez, calciatore francese (Marsiglia, n. 1992)
- Julien Masson, calciatore francese (Valenciennes, n. 1998)
- Julien Ngoy, calciatore belga (Anversa, n. 1997)
- Julien Nsengiyumva, ex calciatore ruandese (Byumba, n. 1978)
- Julien Ponceau, calciatore angolano (Catumbela, n. 2000)
- Julien Quercia, ex calciatore francese (Thionville, n. 1986)
- Julien Rantier, ex calciatore francese (Alès, n. 1983)
- Julien Rodriguez, ex calciatore francese (Béziers, n. 1978)
- Julien Romain, calciatore francese (Bastia, n. 1996)
- Julien Serrano, calciatore francese (Aix-en-Provence, n. 1998)
- Julien Sottiault, calciatore francese (Le Havre, n. 1904 - Orléans, † 1975)
- Julien Stopyra, calciatore francese (Montceau-les-Mines, n. 1933 - Guidel, † 2015)
- Julien Toudic, ex calciatore francese (Caen, n. 1985)
- Julien Vercauteren, calciatore belga (Berchem-Sainte-Agathe, n. 1993)
- Julien Viale, ex calciatore francese (Lione, n. 1982)
- Julien de Sart, calciatore belga (Waremme, n. 1994)
- Julien Du Rhéart, calciatore francese (Parigi, n. 1885 - Parigi, † 1963)

## Canottieri(3)
- Julien Bahain, canottiere francese (Angers, n. 1986)
- Julien Desprès, canottiere francese (Clamart, n. 1983)
- Julien Peudecoeur, canottiere francese (Pont-à-Mousson, n. 1981)

## Cantanti(2)
- Julien Baker, cantante e chitarrista statunitense (Bartlett, n. 1995)
- Tayc, cantante e rapper francese (Marsiglia, n. 1996)

## Cantautori(1)
- Julien Doré, cantautore e attore francese (Alès, n. 1982)

## Cestisti(7)
- Julien Bestron, ex cestista francese (Nancy, n. 1986)
- Julien Doreau, ex cestista francese (Le Creusot, n. 1983)
- Julien Ducree, cestista statunitense (Rancho Cucamonga, n. 1997)
- Julien Meuris, cestista belga (Ixelles, n. 1922)
- Julien Mills, ex cestista statunitense (Indianapolis, n. 1985)
- Julien Rahier, ex cestista belga (Liegi, n. 1983)
- Julien Senderos, ex cestista svizzero (Meyrin, n. 1980)

## Ciclisti su strada(17)
- Julien Bérard, ex ciclista su strada francese (Parigi, n. 1987)
- Julien Bernard, ciclista su strada francese (Nevers, n. 1992)
- Julien Delbecque, ciclista su strada e pistard belga (Harelbeke, n. 1903 - Courtrai, † 1977)
- Julien El Fares, ex ciclista su strada francese (Aix-en-Provence, n. 1985)
- Julien Fouchard, ex ciclista su strada francese (Coutances, n. 1986)
- Julien Gaelens, ciclista su strada belga (Assenede, n. 1939 - Eeklo, † 2011)
- Julien Grujon, ciclista su strada francese (Parigi, n. 1904 - Parigi, † 1976)
- Julien Heernaert, ciclista su strada belga (Ledegem, n. 1916 - Menen, † 2012)
- Julien Lootens, ciclista su strada e pistard belga (Wevelgem, n. 1876 - Bruxelles, † 1942)
- Julien Moineau, ciclista su strada francese (Clichy, n. 1903 - La Teste-de-Buch, † 1980)
- Julien Morice, ciclista su strada e pistard francese (Vannes, n. 1991)
- Julien Simon, ex ciclista su strada francese (Rennes, n. 1985)
- Julien Stevens, ex ciclista su strada, pistard e dirigente sportivo belga (Malines, n. 1943)
- Julien Trarieux, ciclista su strada e mountain biker francese (Nizza, n. 1992)
- Julien Van Lint, ex ciclista su strada e dirigente sportivo belga (Vilvorde, n. 1946)
- Julien Vermote, ciclista su strada belga (Courtrai, n. 1989)
- Julien Vervaecke, ciclista su strada belga (Dadizele, n. 1899 - Roncq, † 1940)

## Compositori(1)
- Julien Tiersot, compositore, etnologo e musicologo francese (Bourg-en-Bresse, n. 1857 - Parigi, † 1936)

## Direttori della fotografia(1)
- Julien Hirsch, direttore della fotografia francese (Parigi, n. 1964)

## Dirigenti sportivi(2)
- Julien Gorius, dirigente sportivo e ex calciatore francese (Metz, n. 1985)
- Julien Vauclair, dirigente sportivo, allenatore di hockey su ghiaccio e ex hockeista su ghiaccio svizzero (Delémont, n. 1979)

## Disc jockey(1)
- Pakito, disc jockey francese (Bergerac, n. 1981)

## Disegnatori(1)
- Jul, disegnatore e fumettista francese (Maisons-Alfort, n. 1974)

## Drammaturghi(1)
- Julien de Mallian, drammaturgo francese (Basse-Terre, n. 1805 - Parigi, † 1851)

## Filosofi(1)
- Julien Benda, filosofo e scrittore francese (Parigi, n. 1867 - Fontenay-aux-Roses, † 1956)

## Generali(1)
- Julien Auguste Joseph Mermet, generale francese (Le Quesnoy, n. 1772 - Parigi, † 1837)

## Gesuiti(1)
- Julien Maunoir, gesuita francese (Saint-Georges-de-Reintembault, n. 1606 - Plévin, † 1683)

## Ginnasti(1)
- Julien Gobaux, ginnasta monegasco (Soissons, n. 1990)

## Giocatori di badminton(1)
- Julien Paul, giocatore di badminton mauriziano (Curepipe, n. 1996)

## Giocatori di calcio a 5(1)
- Julien Le Bozec, giocatore di calcio a 5 e calciatore norvegese (n. 1987)

## Giocatori di football americano(2)
- Julien Conus, giocatore di football americano svizzero (Friburgo, n. 2000)
- Julien Zuppardi, ex giocatore di football americano francese (n. 1987)

## Golfisti(1)
- Julien Guerrier, golfista francese (La Rochelle, n. 1985)

## Hockeisti su ghiaccio(1)
- Julien Bonnet, ex hockeista su ghiaccio svizzero (Losanna, n. 1985)

## Ingegneri(2)
- Julien Denormandie, ingegnere e politico francese (Cahors, n. 1980)
- Julien Simon-Chautemps, ingegnere francese (n. 1978)

## Inventori(2)
- Julien Belleville, inventore e imprenditore francese (Bourmont, n. 1823 - Parigi, † 1896)
- Lucien Juy, inventore e imprenditore francese

## Letterati(1)
- Julien Luchaire, letterato e insegnante francese (Bordeaux, n. 1876 - Parigi, † 1962)

## Lottatori(1)
- Julien Depuychaffray, lottatore francese (Bougival, n. 1907 - Parigi, † 1942)

## Medici(1)
- Julien Offray de La Mettrie, medico e filosofo francese (Saint-Malo, n. 1709 - Potsdam, † 1751)

## Mercanti d'arte(2)
- Julien Levy, mercante d'arte e docente statunitense (New York, n. 1906 - New Haven, † 1981)
- Père Tanguy, mercante d'arte e collezionista d'arte francese (Plédran, n. 1825 - Parigi, † 1894)

## Mezzofondisti(1)
- Julien Wanders, mezzofondista svizzero (Ginevra, n. 1996)

## Militari(1)
- Julien Guillemot, ufficiale francese (Plumelec, n. 1786 - Vannes, † 1866)

## Nuotatori(1)
- Julien Sicot, nuotatore francese (Fort-de-France, n. 1978)

## Pallavolisti(1)
- Julien Lyneel, ex pallavolista francese (Montpellier, n. 1990)

## Piloti automobilistici(1)
- Julien Andlauer, pilota automobilistico francese (Lione, n. 1999)

## Piloti di rally(1)
- Julien Ingrassia, ex copilota di rally francese (Aix-en-Provence, n. 1979)

## Piloti motociclistici(1)
- Julien Allemand, pilota motociclistico francese (Avignone, n. 1977)

## Pistard(1)
- Julien Duval, ex pistard e ciclista su strada francese (Évreux, n. 1990)

## Pittori(3)
- Julien Dupré, pittore francese (Parigi, n. 1851 - Parigi, † 1910)
- Julien Vallou de Villeneuve, pittore, litografo e fotografo francese (Boissy-Saint-Léger, n. 1795 - Parigi, † 1866)
- Julien de Parme, pittore svizzero (Cavigliano, n. 1736 - Parigi, † 1799)

## Poeti(2)
- Julien Blaine, poeta francese (Rognac, n. 1942)
- Julien Leclercq, poeta, scrittore e critico d'arte francese (Armentières, n. 1865 - Parigi, † 1901)

## Politici(2)
- Julien Pierre Anne Lalande, politico e ufficiale francese (Le Mans, n. 1787 - Parigi, † 1844)
- Julien Uyttendaele, politico e avvocato belga (Anderlecht, n. 1991)

## Produttori discografici(1)
- Jvli, produttore discografico, disc jockey e musicista italiano (Aosta, n. 1998)

## Rapper(4)
- Fresh, rapper belga (Liegi, n. 1997)
- Flynt, rapper francese (Parigi, n. 1977)
- Jul, rapper francese (Marsiglia, n. 1990)
- SCH, rapper francese (Marsiglia, n. 1993)

## Registi(6)
- Julien Abraham, regista e sceneggiatore francese (Enghien-les-Bains, n. 1976)
- Julien Duvivier, regista, sceneggiatore e produttore cinematografico francese (Lilla, n. 1896 - Parigi, † 1967)
- Julien Leclercq, regista francese (Somain, n. 1979)
- Director X, regista canadese (n. 1975)
- Julien Paolini, regista e sceneggiatore italiano (Firenze, n. 1986)
- Julien Temple, regista britannico (Londra, n. 1953)

## Rugbisti a 15(8)
- Julien Arias, ex rugbista a 15 e allenatore di rugby a 15 francese (Marsiglia, n. 1983)
- Julien Berger, rugbista a 15 belga (Bruxelles, n. 1990)
- Julien Bonnaire, ex rugbista a 15 francese (Bourgoin-Jallieu, n. 1978)
- Julien Dupuy, ex rugbista a 15 e allenatore di rugby a 15 francese (Périgueux, n. 1983)
- Julien Laharrague, rugbista a 15 francese (Tarbes, n. 1978)
- Julien Marchand, rugbista a 15 francese (Loures-Barousse, n. 1995)
- Julien Pierre, ex rugbista a 15 francese (Rodez, n. 1981)
- Julien Saby, rugbista a 15, allenatore di rugby a 15 e dirigente sportivo francese (Saint-Fons, n. 1902 - Saint-Ismier, † 1992)

## Sceneggiatori(1)
- Julien Josephson, sceneggiatore statunitense (Roseburg, n. 1881 - Hollywood, † 1959)

## Schermidori(2)
- Julien Mertine, schermidore francese (Saint-Germain-en-Laye, n. 1988)
- Julien Pillet, schermidore francese (Digione, n. 1977)

## Sciatori alpini(2)
- Julien Cousineau, ex sciatore alpino canadese (Saint-Jérôme, n. 1981)
- Julien Lizeroux, ex sciatore alpino francese (Moûtiers, n. 1979)

## Sciatori freestyle(1)
- Julien Viel, sciatore freestyle canadese (n. 2001)

## Scrittori(3)
- Serge Doubrovsky, scrittore, critico letterario e docente francese (Parigi, n. 1928 - Boulogne-Billancourt, † 2017)
- Julien Gracq, scrittore francese (Saint-Florent-le-Vieil, n. 1910 - Angers, † 2007)
- Julien Green, scrittore e drammaturgo statunitense (Parigi, n. 1900 - Parigi, † 1998)

## Sindacalisti(1)
- Julien Lahaut, sindacalista e politico belga (Seraing, n. 1884 - Seraing, † 1950)

## Stilisti(2)
- Julien Fournié, stilista francese (Parigi, n. 1975)
- Julien MacDonald, stilista gallese (Merthyr Tydfil, n. 1971)

## Storici(1)
- Julien Philippe de Gaulle, storico francese (Parigi, n. 1801 - Parigi, † 1883)

## Storici delle religioni(1)
- Julien Ries, storico delle religioni, cardinale e arcivescovo cattolico belga (Arlon, n. 1920 - Tournai, † 2013)

## Tennisti(3)
- Julien Benneteau, ex tennista francese (Bourg-en-Bresse, n. 1981)
- Julien Boutter, ex tennista francese (Le Boulay, n. 1974)
- Julien Cagnina, tennista belga (Liegi, n. 1994)

## Triatleti(1)
- Julien Loy, triatleta francese (n. 1976)

## Velisti(1)
- Julien Bontemps, velista francese (Épinal, n. 1979)

## Velociste(1)
- Julien Alfred, velocista santaluciana (Castries, n. 2001)

## Velocisti(1)
- Julien Watrin, velocista belga (Virton, n. 1992)

## Senza attività specificata(2)
- Julien Absalon, ex mountain biker e ciclocrossista francese (Remiremont, n. 1980)
- Julien e Marguerite de Ravalet, francese (Tourlaville, n. 1582 - Parigi, † 1603)